# Cheval au galop volant

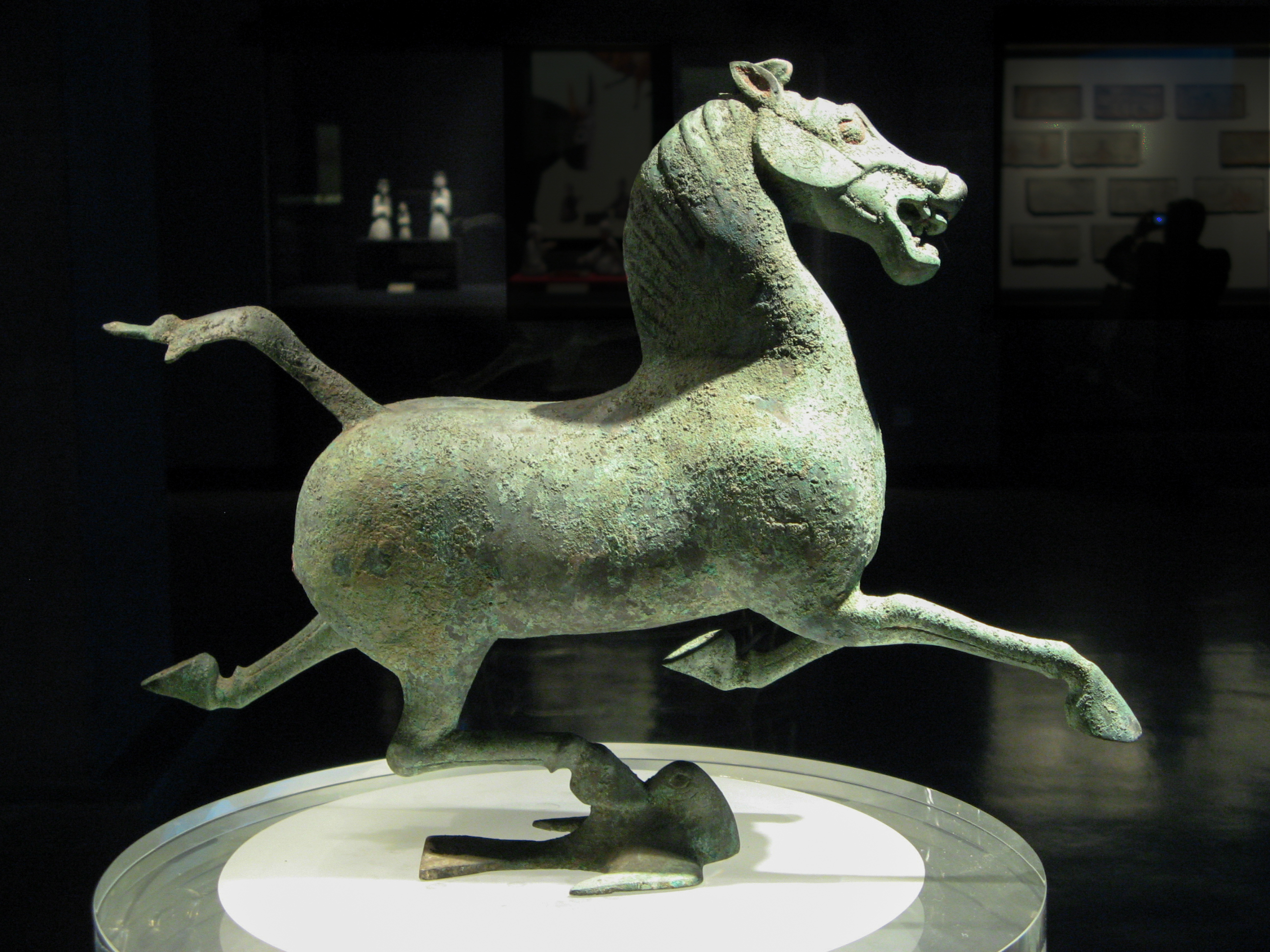
Cheval au galop volant, bronze du II.

Le Cheval au galop volant ou Cheval volant est une sculpture en bronze chinoise de l'époque des Han orientaux (IIe siècle). Elle représente un cheval au galop volant dans les airs. L'un de ses sabots s'appuie sur une hirondelle. Le sculpteur est inconnu.

## Description
Il s'agit d'une sculpture en bronze d'un cheval vigoureux au long museau et à la tête redressée. Le cheval galope dans les airs. La sculpture représente le moment précis où seul le postérieur droit touche le sol. Son sabot arrière droit est posé sur une hirondelle, elle-même en plein vol.
Quant à ses dimensions, la sculpture est haute de 34,5 cm, longue de 45 cm et large de 19 cm.

## Analyse
La sculpture chinoise a été pratiquée sur jade, bronze, fer, terre cuite, pierre et bois. Un rôle important y est dévolu à l’animal et à la symbolique du bestiaire, toujours dans le cadre de rituels funéraires. Le cheval y tient une part importante. Il était donc fréquent de trouver aux côtés des défunts des chevaux enterrés, vivants ou après avoir été sacrifiés, et plus tard des sculptures les représentant.
Mais si le cheval est représenté depuis 6 000 ans av. J.-C., l'art de sa représentation s'épanouit sous la dynastie Han, lorsque « quelques douzaines » de chevaux de race, dits «célestes», sont acquis par la Chine dans la vallée de Ferghana en 101 av. J.-C.,. 
Les chevaux d'art chinois stylisés révèlent une volonté d'approcher leur modèle racé. Quelques siècles plus tard, sous la dynastie Tang, l'art équin chinois connaîtra son apogée. Ce «cheval volant» est l'un des plus célèbres objets trouvé dans la tombe du gouverneur Zhang Yechang, dans le xian de Wuwei. Il est devenu un symbole de la nation chinoise. Ce cheval racé stylisé renvoie aux «chevaux célestes» dont l'élevage s'est développé sous les Han orientaux. La position de son corps traduit le galop, allure la plus rapide. L'artiste a représenté en particulier le premier temps du galop à gauche (pose du postérieur droit). 
L'hirondelle en plein vol renvoie à la vitesse de déplacement du cheval, celle de cet oiseau étant une référence. La très grande vitesse était fréquemment associée aux chevaux dans les mythologies du sud-est asiatique et de la Sibérie. Le chollima coréen, qui peut parcourir «1000 lieues en une journée», en est une autre illustration. 
La sculpture pourrait également représenter un tianma, cheval céleste de la mythologie chinoise.